# Goose house Phrase 12 LOVE & LIFE
《Goose house Phrase #12 LOVE & LIFE》是Goose house的第3張單曲，於2015年12月9日發行。

## 概要
- 自《Goose house Phrase #09 光るなら》以來，時隔1年1個月發行的單曲。
- 在初回生産限定盤DVD中收錄了第一首歌曲「LOVE & LIFE」的Music Video。
- 發售後當週於Oricon公信榜得到第13名的銷售成績[4]。

## 收錄内容

### CD
- 作詞作曲皆為Goose house

1. LOVE & LIFE (5:04)
2. NonStop! Journey (4:31)
3. LOVE & LIFE -instrumental- (4:15)
4. NonStop! Journey -instrumental- (4:27)

### DVD
1. LOVE & LIFE（Music Video）

## 外部連結
- Goose house 『LOVE & LIFE』Music Video （页面存档备份，存于）
- LOVE & LIFE／Goose house（ORIGINAL） （页面存档备份，存于）